# Villicharixa
Villicharixa is een geslacht van mosdiertjes uit de familie van de Electridae. De wetenschappelijke naam van het geslacht is voor het eerst geldig gepubliceerd door Dennis P. Gordon in 1989.

## Soorten
De volgende soorten zijn bij het geslacht ingedeeld:
- Villicharixa pilosissima (Moyano, 1982)
- Villicharixa strigosa  (Uttley, 1951)